# Anouck Lepere
Anouck Lepère (Anversa, 15 febbraio 1979) è una supermodella belga.

## Biografia
Studentessa di architettura nella sua città natale, Lepère fu convinta dai suoi amici Dries van Noten ed Olivier Theyskens a cimentarsi nel mondo della moda, dove debuttò nei primi anni del ventunesimo secolo lavorando per esempio con Steven Meisel e Mario Testino. Si è cimentata anche nel campo della gioielleria.

## Pubblicità
Vanta pubblicità anche per Salvatore Ferragamo, Missoni, Calvin Klein, Emanuel Ungaro, Giorgio Armani, Louis Vuitton, Moschino, Prada, Shiseido e Valentino.

## Copertine
Le sue foto sono comparse anche su varie copertine di
- Vogue, nell'edizione giapponese (agosto 2001 e febbraio 2002)[1]
- Elle, nell'edizione italiana (novembre 2011)[1]
- Playboy, nell'edizione francese (giugno 2008)[1]
- Marie Claire, nell'edizione italiana (luglio 2000, settembre 2002, maggio e dicembre 2003, maggio 2005 e giugno 2006)[1]

## Sfilate
Ha sfilato anche per Salvatore Ferragamo, Missoni, Calvin Klein, Chanel, Christian Dior, Dolce & Gabbana, Emanuel Ungaro, Fendi, Gianfranco Ferré, Givenchy, Gucci, Jill Stuart, Kenzo, Louis Vuitton, Max Mara, Moschino, Oscar de la Renta, Paco Rabanne, Prada, Ralph Lauren e Roberto Cavalli, oltre che per Victoria's Secret nel 2001.

## Agenzie
Tra le agenzie che l'hanno rappresentata ci sono state:
- Dominique Models - Bruxelles[1]
- MY Model Management[1]
- IMG Models - Parigi - Londra - Milano[1]
- Modelwerk[1]